# Campus Manufacture

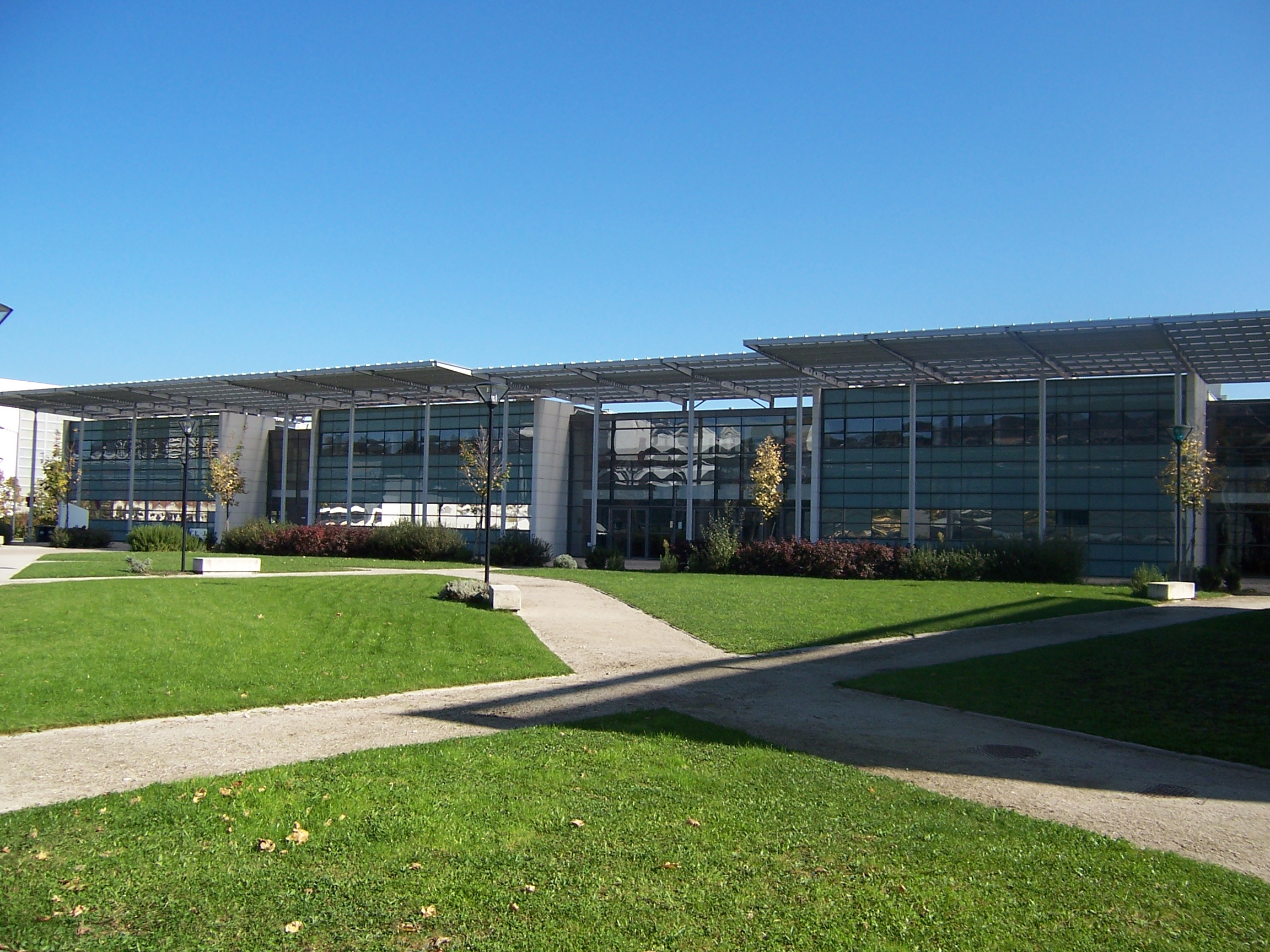
Campus de Carnot

Le Campus Manufacture  (anciennement "Carnot") est situé au nord-est du centre-ville de Saint-Étienne dans les anciens locaux de Manufacture d'armes de Saint-Étienne. Il fait partie de l'Université de Saint-Étienne et du pôle Rhône-Alpes d’optique vision. Situé au cœur du quartier créatif de la Cité du Design, ce campus s'agrandit progressivement à partir de 2018 avec la réhabilitation d'anciens bâtiments de la Manufacture d'armes, puis la construction de nouveaux bâtiments dont l'ouverture est prévue en 2023-2024.
Il est composé de :
- TELECOM Saint-Etienne
- Laboratoire de physique et Informatique Hubert Curien affilié au CNRS
- L'École supérieure d'optique
- L'École supérieure art et design de Saint-Étienne
- La Cité du design
- L'International Rhône-Alpes Media
- Plusieurs départements de la Faculté des Sciences et Techniques

## Faculté des Sciences et Techniques
Un transfert de plusieurs laboratoires et départements de la Faculté des Sciences et Techniques entre le campus historique du quartier Métare vers le quartier Manufacture a lieu progressivement depuis la restructuration de la Manufacture d'armes de Saint-Etienne. Tout d'abord cantonné au laboratoire Hubert Curien qui regroupe la recherche en physique et en informatique de l'université, la réhabilitation du bâtiment dit "des forges" entre 2018 et 2021 a permis l'ouverture d'un Centre des Savoirs pour l'Innovation (CSI), tandis qu'un nouveau bâtiment (CSI 2) se construit face à ce dernier entre 2022 et 2023. À partir de 2023-2024, les départements et laboratoires de physique, informatique, mathématiques, chimie et géologie sont tous situés sur le Campus Manufacture, tandis que seuls les laboratoires et départements de biologie et de STAPS restent sur l'ancien Campus Métare.
La proximité dans ce quartier créatif d'acteurs nombreux de l'enseignement supérieur (Sup Optique, Télécom Saint-Etienne, l'ESADSE) , mais également de l'industrie et de l'ingénierie permet de favoriser les projets, échanges et partenariats entre les laboratoires, les formations et le tissu industriel local.

### Centre des Savoirs pour l'Innovation (CSI)
Inauguré le 25 Janvier 2022, le Centre des Savoirs pour l'Innovation est le fruit de la réhabilitation du bâtiment dit "des forges", appartenant autrefois à la Manufacture d'armes de Saint-Etienne. Au delà des incontournables salles de cours et de travaux pratiques, le bâtiment abrite également un learning center, un fab lab ainsi que la D-Factory,, l'un des 4 centres de la Fabrique de l'Innovation de l'Université de Lyon (les I et E-factories ainsi que la pré-fabrique de l'innovation étant localisées à Lyon). Véritable centre administratif du campus de la Faculté des Sciences et Techniques, le bâtiment des forges a permis le renforcement des composantes et formations déjà présentes sur le campus (le laboratoire Hubert Curien, les masters internationaux de la faculté, la Graduate School Manutech Sleight).
Engagés en 2022, les travaux pour la construction d'un nouveau bâtiment « CSI 2 » face au bâtiment des forges permettront dès 2023 d'accueillir progressivement plusieurs laboratoires et départements issus de l'ancien campus Métare.